# Irish Deaf Society
L'Irish Deaf Society (in lingua italiana Società dei Sordi Irlandesi) è l'associazione della comunità sorda irlandese.